# Мале Лесе
Мале Лесе (словен. Male Lese) — поселення в общині Іванчна Гориця, Осреднєсловенський регіон, Словенія. Висота над рівнем моря: 261,3 м.